# The Secret (filme de 1992)
The Secret (br/pt: O Segredo) é um telefilme estadunidense de 1992, do gênero drama, dirigido por Karen Arthur e foi lançado em 19 de abril de 1992. O longa traz Kirk Douglas e Bruce Boxleitner nos papéis principal. 